# Park Koeltoery (metrostation Nizjni Novgorod)
Park Koeltoery (Russisch: Парк Культуры) is een station van de metro van Nizjni Novgorod. Het is het zuidelijke eindpunt van de Avtozavodskaja-lijn en werd geopend op 15 november 1989. Het metrostation bevindt zich onder de Molodjozjnyj Prospekt (Laan van de Jeugd) in het zuiden van Nizjni Novgorod, aan de rand van het Park Koeltoery ("Cultuurpark"), waaraan het zijn naam dankt. In de planningsfase werd het station Zjdanovskaja genoemd.
Het station is ondiep gelegen en beschikt over een perronhal met een gewelfd plafond. Verlichting geeft de hal een warme oranje gloed. Twee mozaïeken op de tussenverdieping beelden het thema "recreatie" uit. Uitgangen aan beide uiteinden van het perron leiden naar de Molodjozjnyj Prospekt.